# Acronicta hamamelis
Acronicta hamamelis is een nachtvlinder uit de familie Noctuidae, de uilen.

## Omschrijving
De imago heeft een spanwijdte van 40-50 mm. De vleugelkleur is camouflerend ten opzichte van de boombast met een grijsbruin gemêleerde tintenvariatie. De voorvleugel is donkerder van kleur dan de achtervleugel.

## Incidentie
De soort komt voor in Canada (Nova Scotia, Quebec en Ontario) alsmede in delen van de Verenigde Staten waaronder in Maryland.

## Waardplant
Acronicta hamamelis heeft als primaire waardplant de Amerikaanse toverhazelaar (Hamamelis virginiana) maar wordt ook gevonden op andere loofbomen.

## Rups
De rups van A. hamamelis is fluorescerend felgroen met kenmerkende afweerstekels over de hele rugpartij. Tevens lopen er twee oranjegele zwartgerande banden over de ruglijn.